# Shadow Mountain Lookout
Le Shadow Mountain Lookout est une tour de guet américaine dans le comté de Grand, dans le Colorado. Protégé au sein du parc national de Rocky Mountain, cet édicule construit dans le style rustique du National Park Service est inscrit au Registre national des lieux historiques depuis le 2 août 1978. Il peut être atteint par le Shadow Mountain Trail, un sentier de randonnée lui-même inscrit au Registre national des lieux historiques depuis le 5 mars 2008.